# Liste der Biografien/Harl
Liste der Biografien |
Portal Biografien |
Personensuche
# |
A |
B |
C |
D |
E |
F |
G |
H |
I |
J |
K |
L |
M |
N |
O |
P |
Q |
R |
S |
T |
U |
V |
W |
X |
Y |
Z |
?
 
Ha |
Hd |
He |
Hi |
Hj |
Hk |
Hl |
Hm |
Hn |
Ho |
Hr |
Hs |
Ht |
Hu |
Hv |
Hw |
Hy
 
Haa |
Hab |
Hac |
Had |
Hae–Haf |
Hag |
Hah |
Hai |
Haj |
Hak |
Hal |
Ham |
Han |
Hao |
Hap |
Haq |
Har |
Has |
Hat |
Hau |
Hav |
Haw |
Hax |
Hay |
Haz
 
Hara |
Harb |
Harc |
Hard |
Hare |
Harf |
Harg |
Harh |
Hari |
Harj |
Hark |
Harl |
Harm |
Harn |
Haro |
Harp |
Harr |
Hars |
Hart |
Haru |
Harv |
Harw |
Harx |
Hary |
Harz
Die Liste der Biografien führt alle Personen auf, die in der deutschsprachigen Wikipedia einen Artikel haben. Dieses ist eine Teilliste mit 152 Einträgen von Personen, deren Namen mit den Buchstaben „Harl“ beginnt.

## Harl
- Harl, Christian (1824–1902), deutscher Geistlicher und Politiker (Zentrum), MdR
- Harl, Johann Paul (1772–1842), deutscher Kameralist
- Harl, Marguerite (1919–2020), französische Gräzistin

### Harla
- Harlacher, Andreas Rudolf (1842–1890), schweizerisch-bömischer Bauingenieur, Hydrologe und Hochschullehrer
- Harlacher, August (1842–1907), deutscher Opernsänger (Tenor) und Opernregisseur
- Harlacher, Edson (* 1996), Schweizer Eishockeyspieler
- Harlacher, Georg (1930–2016), deutscher Fußballspieler
- Harlak, Alim (* 1997), türkischer Fußballspieler
- Harlan, Aaron (1802–1868), US-amerikanischer Politiker
- Harlan, Andrew J. (1815–1907), US-amerikanischer Politiker
- Harlan, Bruce (1926–1959), US-amerikanischer Wasserspringer
- Harlan, Byron B. (1886–1949), US-amerikanischer Jurist und Politiker
- Harlan, Carter B. (1806–1840), US-amerikanischer Jurist und Politiker
- Harlan, James (1800–1863), US-amerikanischer Politiker
- Harlan, James (1820–1899), US-amerikanischer Politiker
- Harlan, Jan (* 1937), deutscher Filmproduzent und Filmregisseur
- Harlan, John Marshall (1833–1911), US-amerikanischer Bundesrichter
- Harlan, John Marshall II (1899–1971), US-amerikanischer Jurist, Richter am Obersten Gerichtshof der Vereinigten Staaten
- Harlan, Josiah (1799–1871), US-amerikanischer Reisender und Abenteurer und König in Afghanistan
- Harlan, Otis (1865–1940), US-amerikanischer Charakterschauspieler und Komiker
- Harlan, Otto (1840–1905), deutscher Landwirt, Bankier und Konsul
- Harlan, Peter (1898–1966), deutscher Lautenist und Musikinstrumentenbauer
- Harlan, Richard (1796–1843), US-amerikanischer Zoologe, Arzt und Paläontologe
- Harlan, Russell (1903–1974), US-amerikanischer Kameramann
- Harlan, Thomas (1929–2010), deutscher Autor und Regisseur
- Harlan, Veit (1899–1964), deutscher Schauspieler und RegisseurVeit Harlan (1899–1964)

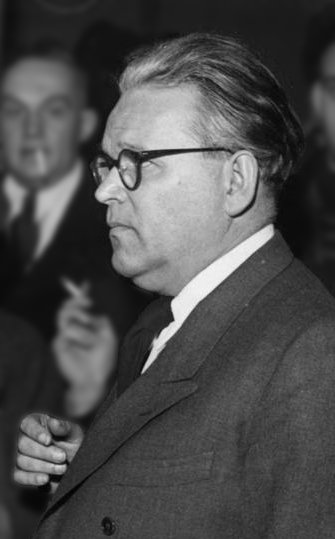
Veit Harlan (1899–1964)

- Harlan, Walter (1867–1931), deutscher Schriftsteller und Dramaturg
- Harlan, Wolfgang (1882–1951), deutscher Ingenieur, Unternehmer und Pionier des Flugzeugbaus
- Harlan-Rohleder, Jörg (* 1976), deutscher Journalist und Autor
- Harland, Christina (* 1969), deutsche Fernsehmoderatorin
- Harland, Eric (* 1978), US-amerikanischer Jazz-Schlagzeuger
- Harland, Georgina (* 1978), britische Pentathletin
- Harland, Henry (1861–1905), US-amerikanischer Schriftsteller und Herausgeber
- Harland, Ian (1932–2008), britischer Theologe und Bischof von Carlisle
- Harland, Louisa (* 1993), irische SchauspielerinLouisa Harland (* 1993)

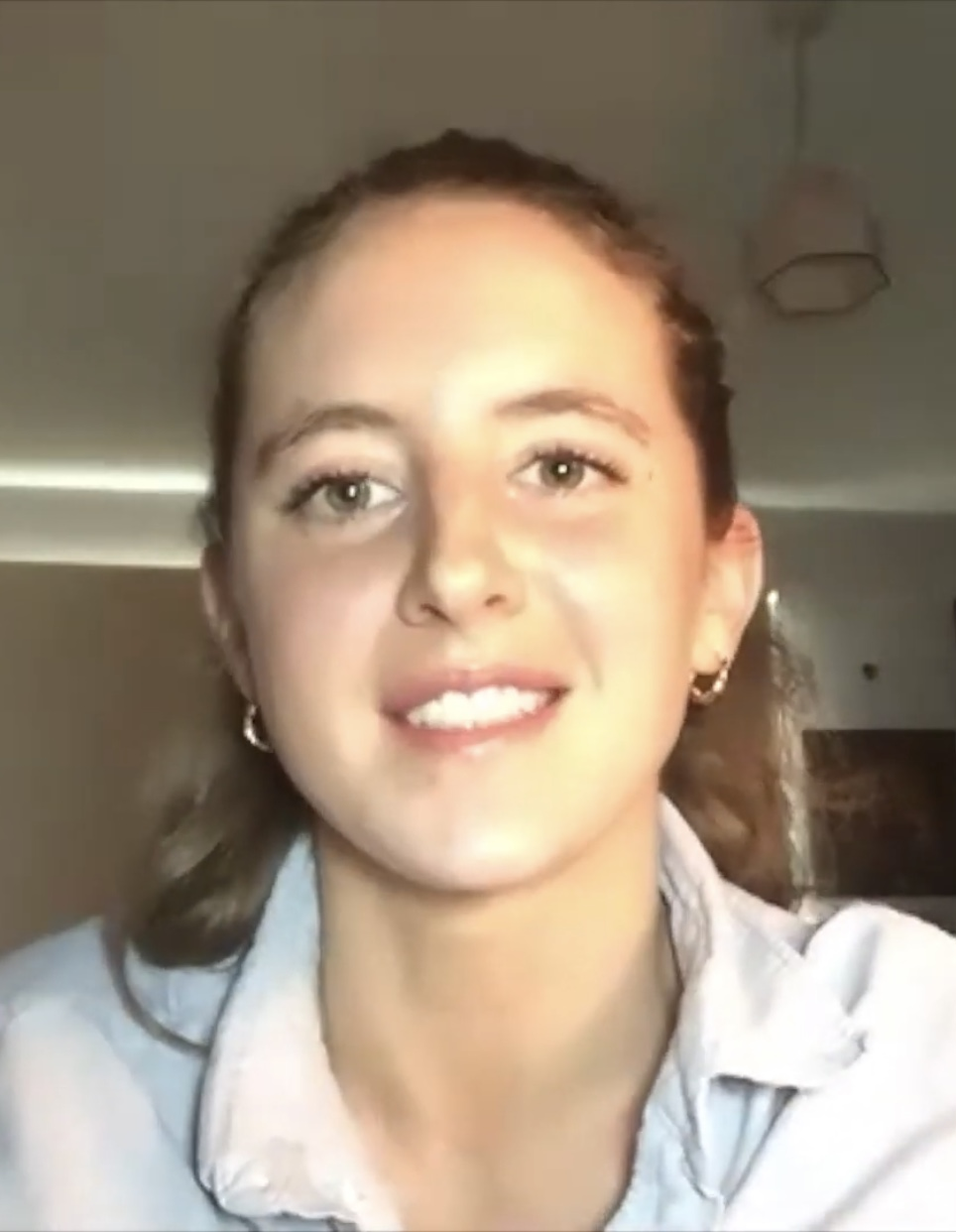
Louisa Harland (* 1993)

- Harland, Reginald (1920–2013), britischer Offizier der Luftstreitkräfte des Vereinigten Königreichs
- Harland, Richard (* 1947), englischer Fantasy- und Science-Fiction-Autor
- Harland, W. Brian (1917–2003), britischer Geologe und Polarforscher
- Harland, William Arthur (1926–1985), nordirischer Rechtsmediziner
- Harlander, Alois (1870–1953), deutscher Bauunternehmer
- Harlander, Karl (1861–1936), bayerischer Generalleutnant
- Harlander, Peter (* 1974), österreichischer Rechtsanwalt, IT-Sachverständiger und Politiker
- Harlander, Stephan (* 1969), deutscher Basketballtrainer
- Harlander, Sylvia (* 1974), deutsche Handballspielerin
- Harlander, Tilman (* 1946), deutscher Sozialwissenschaftler, Architektur- und Wohnsoziologe
- Harlander, Willy (1931–2000), bayerischer Volksschauspieler
- Harlander, Wolf (* 1958), deutscher Journalist und Schriftsteller
- Harlanns, Poldi († 1963), deutscher Sänger, Schauspieler und Spielleiter
- Harlaß, Andreas (* 1961), deutscher Journalist und Politiker (AfD)
- Harlaß, Helene († 1818), deutsche Opernsängerin (Sopran) und Theaterschauspielerin
- Harlaß, Rudolf (1892–1944), deutscher Parteifunktionär (KPD) und Widerstandskämpfer
- Harlaut, Henrik (* 1991), schwedischer Freestyle-Skifahrer
- Harlay de Champvallon, François (1625–1695), französischer Adeliger, Erzbischof, Kommendatarabt und Mitglied der Académie française
- Harlay de Sancy, Achille de (1581–1646), französischer Diplomat, Bischof von Saint-Malo
- Harlay de Sancy, Nicolas de (1546–1629), französischer Botschafter in der Schweiz und in Konstantinopel
- Harlay, Achille I. de (1536–1616), Erster Präsident des Parlements von Paris
- Harlay, Achille II. de (1606–1671), Generealprokurator beim Parlement von Paris
- Harlay, Achille III. de (1639–1712), Generalprokurator und Erster Präsident des Parlements von Paris
- Harlay, Christophe II. de († 1615), französischer Politiker und Diplomat
- Harlay, Roger de (1615–1669), Bischof und Graf von Lodève (1657–1669)

### Harle
- Härle, Carl (1879–1950), deutscher Industriemanager und Werksdirektor
- Härle, Christian (1894–1950), deutscher Politiker (SPD), MdL Württemberg-Baden
- Härle, Elfried (1908–1978), deutscher Rechtswissenschaftler und Hochschullehrer
- Härle, Eugen (1911–2003), deutscher Kommunalpolitiker, Bürgermeister der Gemeinde Ilsfeld
- Härle, Georg (1821–1894), deutscher Politiker (VP, DtVP), MdR
- Härle, Gerhard (* 1949), deutscher Literatur- und Sprachwissenschaftler
- Harlé, Gilles, französischer Organist, Cembalist und Musikpädagoge
- Härle, Hans A. (1940–2018), deutscher Ingenieur und Erfinder
- Harle, John (* 1956), englischer Saxofonist und Komponist
- Harlé, Jules (1916–1999), französischer römisch-katholischer Geistlicher und Weihbischof in Arras
- Härle, Karl (1872–1962), deutscher Landwirt
- Harlé, Laurence (1949–2005), französische Comicautorin
- Harle, Mark (* 1983), britischer Sänger
- Härle, Michael (* 1968), deutscher Schauspieler
- Harle, Teal (* 1996), kanadischer Freestyle-Skisportler
- Härle, Wilfried (* 1941), deutscher evangelischer Theologe
- Härlein, Herbert (1928–1996), deutscher Rechtsanwalt
- Harlem, Annemarie von (1894–1983), deutsche Politikerin (CDU), MdL
- Harlem, August von (1825–1892), preußischer Landrat des Kreises Prüm (1876–1882) und des Kreises Saarlouis (1882–1888)
- Harlem, Dietrich von (1859–1928), preußischer Verwaltungsbeamter und Landrat der Landkreise Ottweiler und Celle
- Harlem, Gudmund (1917–1988), norwegischer Mediziner und Politiker der Arbeiderpartiet
- Harlem, Hanne (* 1964), norwegische Politikerin, Juristin
- Hårleman, Carl (1700–1753), schwedischer Architekt und Politiker
- Hårleman, Carl (1886–1948), schwedischer Turner und Leichtathlet
- Harles, Michael (* 1954), deutscher Fernseh- und HörfunkmoderatorMichael Harles (* 1954)

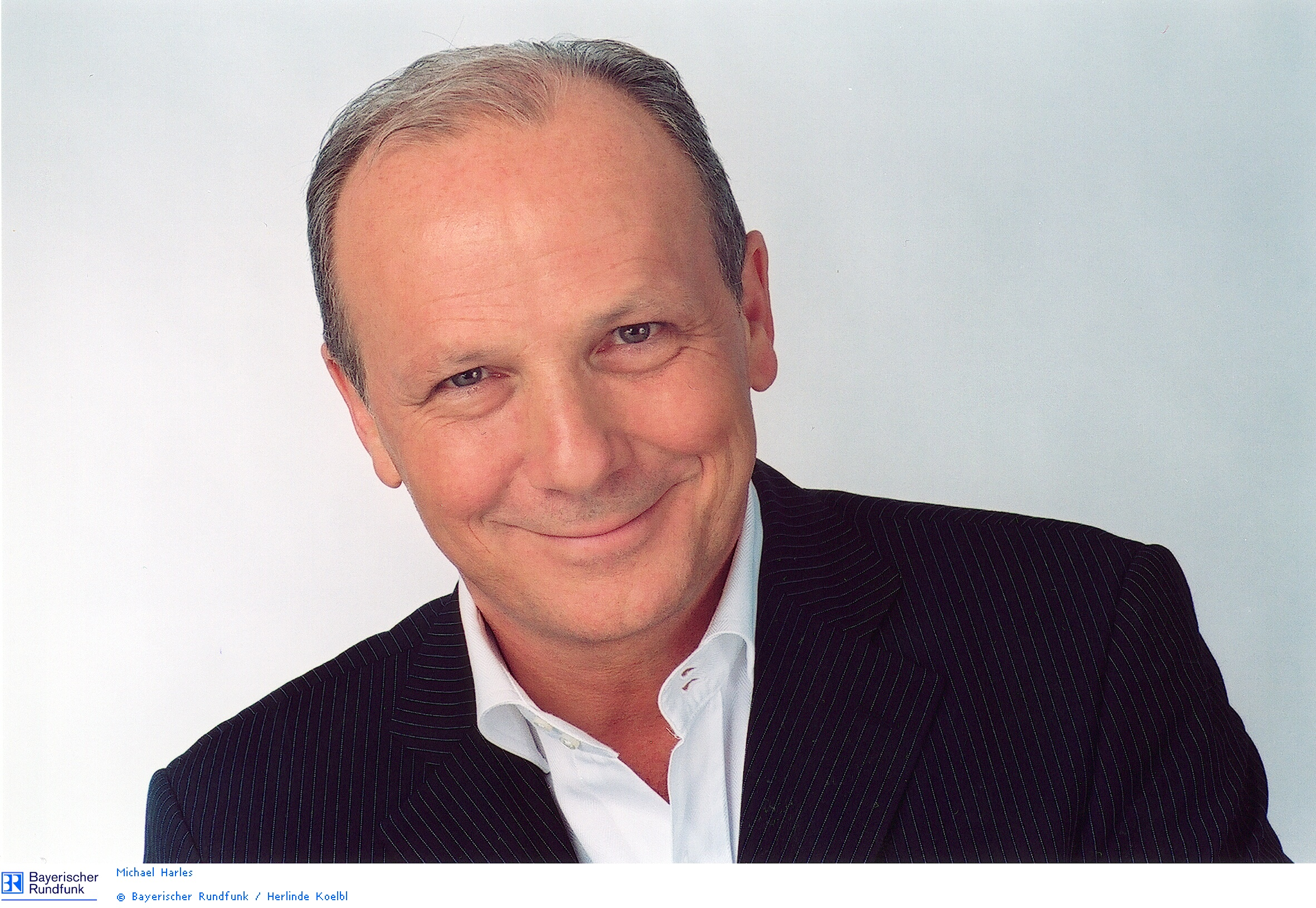
Michael Harles (* 1954)

- Harleß, Adolf (1806–1879), deutscher Theologe
- Harleß, Christian Friedrich (1773–1853), deutscher Mediziner
- Harleß, Emil (1820–1862), deutscher Physiologe
- Harleß, Gottlieb Christoph (1738–1815), deutscher Klassischer Philologe, Philosoph und Literaturhistoriker
- Harleß, Hermann (1801–1842), deutscher Gymnasiallehrer
- Harless, Hermann (1887–1961), deutscher Reformpädagoge
- Harless, Richard F. (1905–1970), US-amerikanischer Politiker
- Harleß, Woldemar (1828–1902), deutscher Historiker und Archivar
- Harlessem, Gertraud Herzger von (1908–1989), deutsche Künstlerin und Vertreterin der Klassischen Moderne
- Harlet, Louis (1772–1853), französischer Brigadegeneral der Infanterie
- Harley, Alexander (* 1941), britischer General
- Harley, Bob (1888–1958), kanadisch-schottischer Fußballspieler
- Harley, Edward, 2. Earl of Oxford and Earl Mortimer (1689–1741), britischer Peer, Politiker und Büchersammler
- Harley, Jim (1917–1989), schottischer Fußballspieler
- Harley, John (1886–1960), uruguayischer Fußballspieler und Trainer
- Harley, Joseph Emile (1880–1942), US-amerikanischer Politiker
- Harley, Katherine (1855–1917), britische Frauenrechtlerin
- Harley, Robert, 1. Earl of Oxford and Earl Mortimer (1661–1724), britischer Adliger, Politiker und Bibliophiler
- Harley, Rufus (1936–2006), US-amerikanischer Jazzmusiker
- Harley, Steve (1951–2024), britischer Musiker und KomponistSteve Harley (1951–2024)

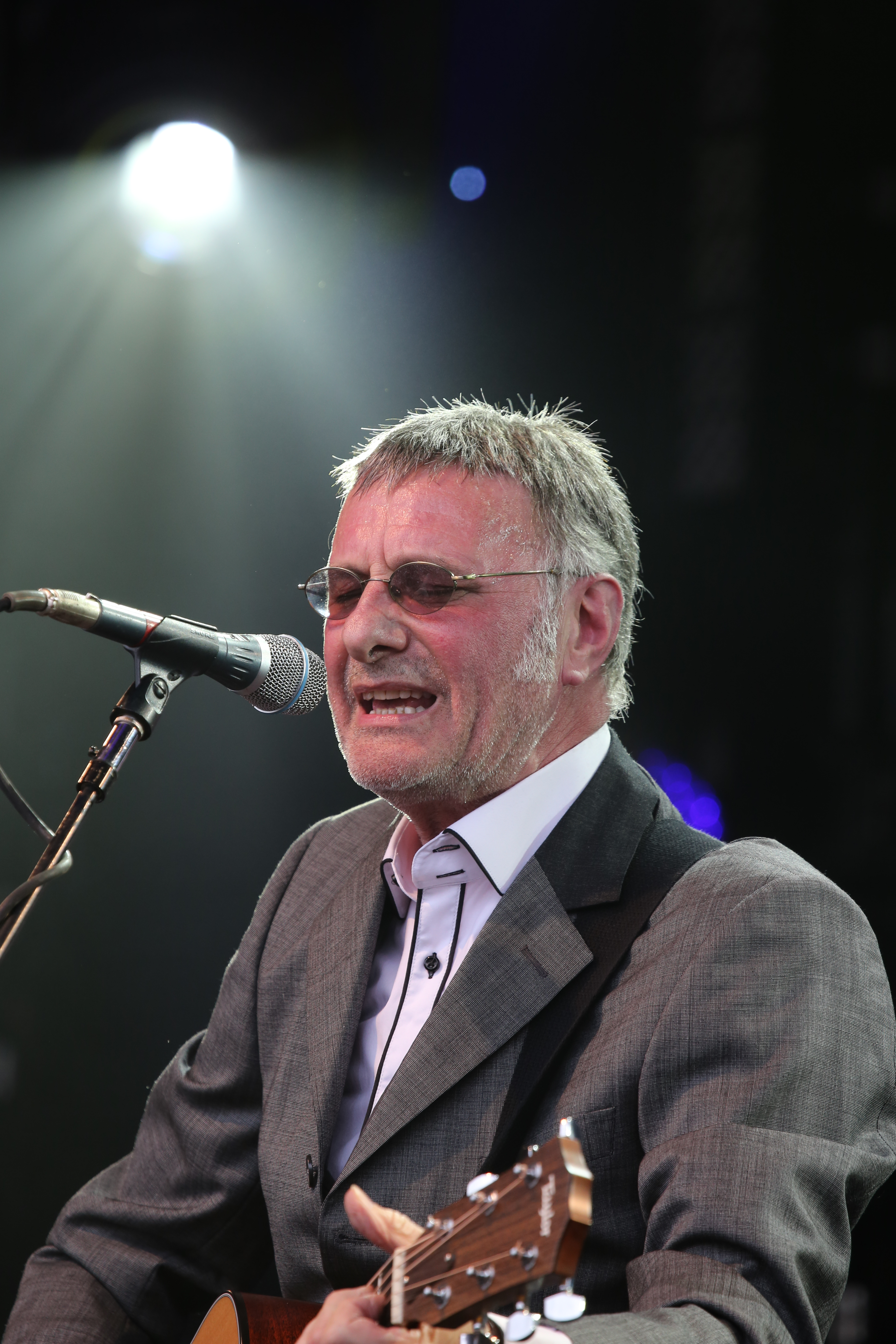
Steve Harley (1951–2024)

- Harley, William S. (1880–1943), US-amerikanischer Unternehmer

### Harlf
- Harlfinger, Dieter (* 1940), deutscher Altphilologe
- Harlfinger, Richard (1873–1948), österreichischer Landschafts- und Kriegsmaler
- Harlfinger-Zakucka, Fanny (1873–1954), österreichische Malerin, Grafikerin und Kunstgewerblerin

### Harli
- Härlin, Benedikt (* 1957), deutscher Journalist und Politiker (Grüne), MdEP
- Härlin, Georg Friedrich Christoph (1742–1818), evangelisch-lutherischer Pfarrer pietistische rAusrichtung
- Harlin, John (1935–1966), amerikanischer Extrembergsteiger
- Härlin, Peter (1908–1960), deutscher Journalist
- Harlin, Renny (* 1959), finnischer Filmregisseur und FilmproduzentRenny Harlin (* 1959)

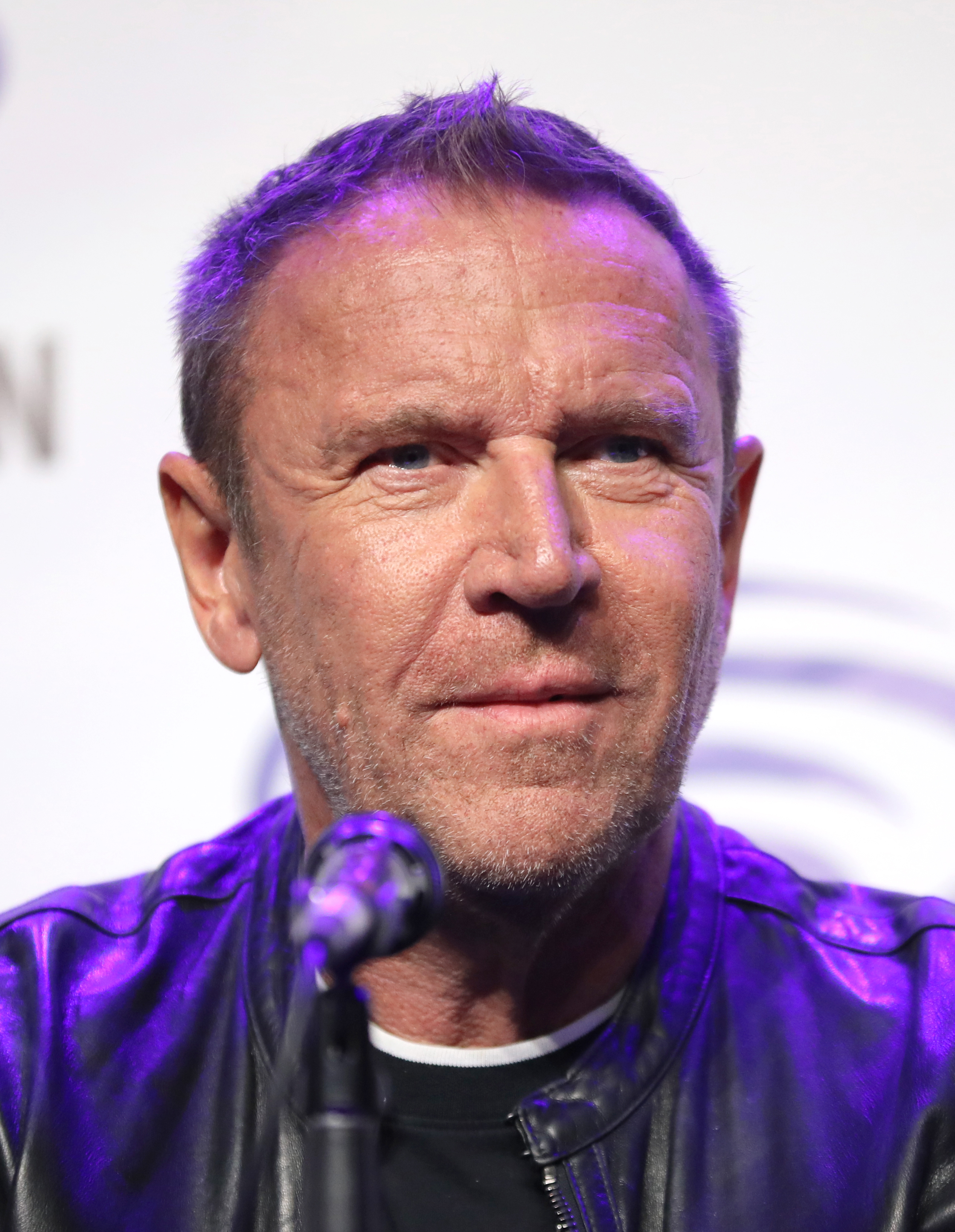
Renny Harlin (* 1959)

- Harlin, Tord (* 1935), schwedischer lutherischer Geistlicher und Bischof von Uppsala
- Harline, Leigh (1907–1969), US-amerikanischer Filmkomponist
- Harling, Anton Günther von (1595–1655), deutscher Verwaltungsjurist und zuletzt Landdrost der Grafschaft Diepholz
- Harling, August von (1840–1886), deutscher Verwaltungsbeamter
- Härling, Carolin-Sophie (* 1991), deutsche Fußballspielerin
- Harling, Christian Friedrich von (1631–1724), deutscher Verwaltungsjurist, Drost von Iburg, Kammerdiener, Hofkavalier, Kurfürstlich Hannoverscher Oberstallmeister und Geheimer Rat
- Harling, Gert G. von (* 1945), deutscher Jagd-Schriftsteller
- Harling, Rotraud (* 1941), deutsche Fotografin
- Harling, Rudolf (1927–2016), deutscher Verwaltungsjurist und Oberkreisdirektor
- Harling, William Franke (1887–1958), anglo-amerikanischer Filmkomponist
- Harlinghausen, Martin (1902–1986), deutscher Offizier
- Harlinghausen, Norbert (1922–2009), deutscher Fernseh-Journalist (Politikredakteur) und Fernsehmoderator
- Harlinghausen, Rolf (* 1940), deutscher Politiker (CDU), MdHB
- Harlis, Edelhard (1928–1985), deutscher Möbeldesigner und Innenarchitekt
- Harlizius-Klück, Ellen (* 1958), deutsche Künstlerin und Autorin

### Harll
- Harllee, W. W. (1812–1897), US-amerikanischer Politiker
- Harlley, John Willie Kofi (* 1919), ghanaischer Politiker und ehemaliger hoher Polizeibeamter

### Harlo
- Harlock, David (* 1971), kanadischer Eishockeyspieler
- Harlock, Neil (* 1975), neuseeländischer Fußballspieler
- Harlœ (* 1992), US-amerikanische R&B-Sängerin und Songwriterin
- Harloff, Fabian (* 1970), deutscher Schauspieler, Hörspielsprecher, Synchronsprecher und MusikerFabian Harloff (* 1970)

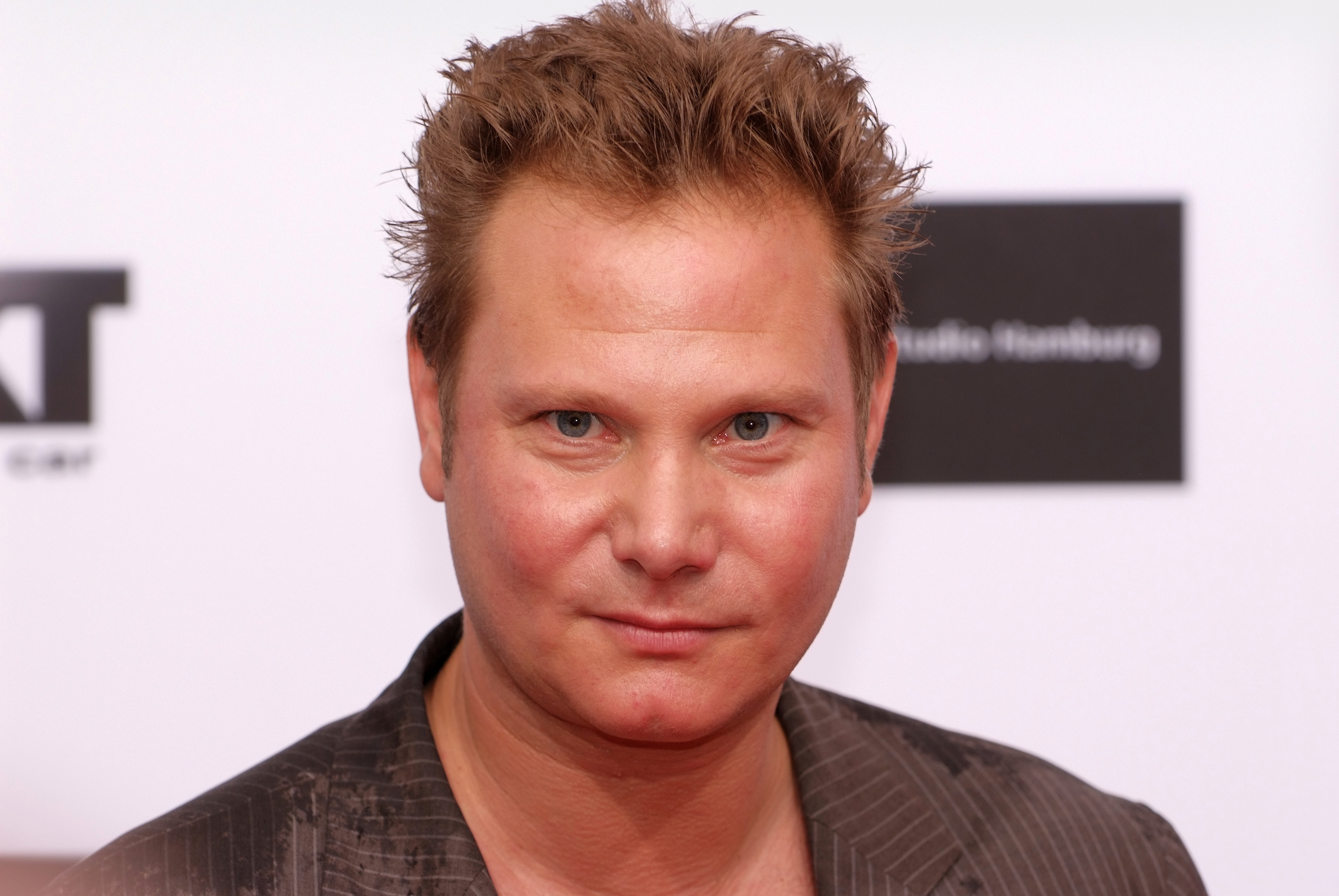
Fabian Harloff (* 1970)

- Harloff, Günter (1928–1993), deutscher Politiker (SPD), MdA
- Harloff, Guy (1933–1991), niederländisch-französischer Maler
- Harloff, Hans (1909–1966), deutscher Schauspieler, Regisseur, Hörspielsprecher und Intendant
- Harloff, Marek (* 1971), deutscher SchauspielerMarek Harloff (* 1971)

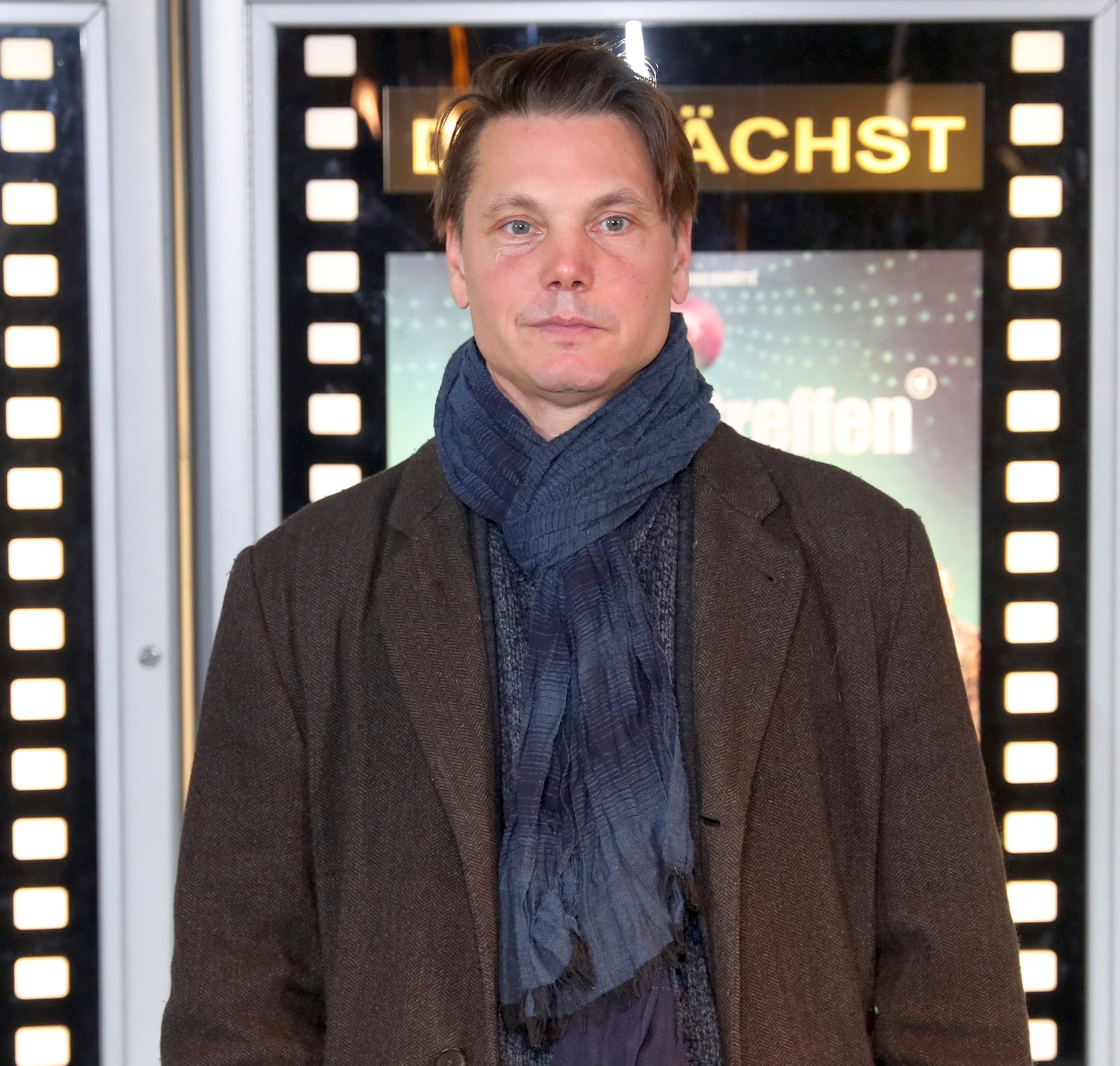
Marek Harloff (* 1971)

- Harlor, Thilda (1871–1970), französische Journalistin, Schriftstellerin, Biografin und Feministin
- Harlos, Peter, deutscher Fernsehregisseur und Filmeditor
- Harlow, Daniel, US-amerikanischer theoretischer Physiker
- Harlow, Edward E. (* 1952), US-amerikanischer Molekularbiologe
- Harlow, Eve (* 1989), russisch-kanadische Schauspielerin
- Harlow, Harry (1905–1981), US-amerikanischer Psychologe und Verhaltensforscher
- Harlow, Jack (* 1998), US-amerikanischer Rapper
- Harlow, Jean (1911–1937), US-amerikanische Schauspielerin
- Harlow, Joel, US-amerikanischer Maskenbildner
- Harlow, Larry (1939–2021), US-amerikanischer Latin- und Salsamusiker, Musikproduzent
- Harlow, Poppy (* 1982), US-amerikanische Journalistin und Moderatorin
- Harlow, Shalom (* 1973), kanadisches Model und Schauspielerin
- Harlow, Winnie (* 1994), kanadisches Model